# Greci Indipendenti
Greci Indipendenti (in greco: Ανεξάρτητοι Έλληνες – ΑΝΕΛ, Anexartitoi Ellines – ANEL; IPA: [aneˈksartiti ˈelines]) è un partito politico greco di destra, d'ispirazione conservatrice e nazionalista, nonché legato alle tradizioni sociali e religiose ortodosse della società greca e con orientamento euroscettico e populista. Il partito è guidato da Pános Kamménos.

## Storia
Il partito è nato il 24 febbraio 2012 come scissione dal principale partito greco di centrodestra democristiano, Nuova Democrazia (ND), dell'ala guidata da Pános Kamménos. Il dissenso di ANEL e di Kammenos è nato dal cambio radicale, dovuto alle pressioni del PPE, di politica di ND (che a quel tempo aveva Samaras come Leader) a proposito del memorandum d'intesa con la Troika: ND, durante il governo monocolore del PASOK presieduto da George Papandreou, si era opposta alla Troika, ma dopo la fine di quel governo, con la creazione del Governo Papadīmos, sostenuto da tutti i partiti tranne KKE e SYRIZA, ND ha totalmente ribaltato il suo atteggiamento passando da contrario a favorevole al memorandum d'intesa (che senza i voti di ND non sarebbe mai passato in Parlamento a causa dello sfaldamento del PASOK) con la Troika, diventando quindi, secondo Kammenos, il clone del PASOK, cioè dei socialisti. ANEL ha debuttato con undici deputati, uno ex PASOK e dieci ex ND. Nelle elezioni parlamentari in Grecia del maggio 2012, distinguendosi per la forte e dura opposizione alle politiche di austerità - portate avanti dal governo tecnico di Loukas Papadīmos - ed al memorandum d'intesa firmato con la Troika, ANEL raccoglie il 10,62% dei voti, quarto partito dopo ND, SYRIZA e PASOK, avendo così diritto a 33 dei 300 seggi del Parlamento Ellenico. Secondo i flussi elettorali, ANEL ha pescato principalmente tra i delusi di ND, però anche da una frazione del PASOK e dal precedente partito di destra LAOS punito per il suo sostegno all'austerity europeista: a causa del rifiuto dei 19 deputati di DIMAR di entrare nella maggioranza di governo pro-Troika e visto il mancato ingresso del LAOS (il partito di destra che aveva votato a favore di Loukas Papadīmos) al Parlamento Greco a causa della soglia di sbarramento pari al 3.00% dei voti, ND e PASOK si fermano a soli 149 seggi, due seggi al di sotto della maggioranza richiesta di 151, il Presidente della Repubblica Karolos Papoulias ha nominato il magistrato Panagiōtīs Pikrammenos, il Presidente del Consiglio di Stato in carica a quel tempo, come Primo Ministro ad interim e vengono indette nuove elezioni: alle elezioni anticipate del giugno 2012, anche a causa della pesante campagna mediatica del voto utile condotta da ND verso l'elettorato di centrodestra per impedire la vittoria di SYRIZA tramite l'assegnazione del premio di maggioranza di 50 seggi, ANEL è calato al 7,51% ed elegge solamente 20 deputati al Parlamento Ellenico restando all'opposizione e confermandosi, come già accaduto a maggio, il principale partito di destra alternativo a ND e dopo il voto di giugno ND e PASOK superano quota 151 e DIMAR si allea con loro, il che significa un cambio di linea rispetto a maggio: notare che lo scioglimento anticipato del Parlamento era stato causato proprio dal rifiuto di DIMAR di entrare nell'allora ipotizzato Governo Samaras di maggio con ND e PASOK; all'opposizione ci sono ANEL, KKE e Alba Dorata ma in seguito, precisamente il 21 giugno 2013, DIMAR è passato all'opposizione, ma il Governo Samaras - costituito dopo le elezioni del giugno 2012 - non è caduto visto che PASOK e ND erano autosufficienti.
Visto il sostegno di DIMAR al Governo Samaras effettivamente creatosi dopo queste elezioni, ANEL denuncia «la grande truffa del voto anticipato» in quanto DIMAR, se avesse voluto, avrebbe potuto votare la fiducia ad Antōnīs Samaras già nel maggio 2012, fornendo quindi la maggioranza necessaria per impedire le elezioni anticipate: secondo Pános Kamménos (leader di ANEL), il voto anticipato è stato provocato «con il preciso scopo di terrorizzare i cittadini per indurli a votare i partiti pro-austerità e quindi per produrre una maggioranza (pari a 180 voti) per eleggere un Capo di Stato pro-Troika». Il ragionamento di Kammenos appena citato si basa sul fatto che, tramite questo voto anticipato, ANEL cala da 33 a 20 seggi sui 300 totali, quindi i seggi di ND e PASOK sono infatti saliti da 149 (che diventano 168 con i 19 di DIMAR) a 162 (che diventano 179 - cioè uno in meno rispetto al quorum di 180 per eleggere il Presidente della Repubblica evitando lo scioglimento del Parlamento in caso di mancata elezione - con i 17 di DIMAR); in seguito, alle elezioni europee del maggio 2014, ANEL è calato al 3,47% dei voti, a causa della già citata "campagna di ND per il voto utile", risultando l'ultimo partito a superare la soglia di sbarramento fissata al 3% dei voti, ma riesce ad eleggere un eurodeputato sui 22 spettanti alla Grecia. Notis Marias, unico eletto di ANEL al Parlamento europeo, aderisce al Gruppo dei Conservatori e dei Riformisti Europei, consentendo così ad ANEL di avere l'accreditamento internazionale dal Partito Conservatore del Regno Unito e rifiutando quindi qualsiasi tipo di alleanza con i partiti impresentabili di estrema destra e respingendo il Partito Popolare Europeo di cui è membro, da decenni, ND.
A causa del basso risultato (il settimo posto) nel voto europeo, i sondaggi di novembre 2014 vedono ANEL sotto lo sbarramento: nel dicembre 2014 Antōnīs Samaras (leader di ND) propone ad ANEL un'alleanza per eleggere l'ex commissario europeo Stavros Dimas (ND) come nuovo Presidente della Repubblica per evitare la caduta del governo e quindi l'obbligatorio voto anticipato e di entrare nella maggioranza di governo, ma Kammenos rifiuta: ND aveva chiesto il sostegno di ANEL per Dimas offrendo in cambio l'abolizione della soglia di sbarramento ma il 29 dicembre 2014, visto il mancato raggiungimento del quorum richiesto di 180 voti su 300 per eleggere il nuovo Presidente della Repubblica alla terza votazione, il Parlamento Ellenico è stato quindi, visto il testo costituzionale a quel tempo in vigore, sciolto automaticamente. Durante le tre votazioni presidenziali, Pavlos Chaikalis di ANEL ha denunciato di aver ricevuto un tentativo di corruzione e lobbying, con la promessa di una bustarella illecita di 700.000 euro per lui oltre a 2-3 milioni da usare "per fare proselitismo", da parte di un banchiere per non far cadere il Governo Samaras con l'obiettivo finale di evitare le elezioni anticipate: Chaikalis però ha respinto l'offerta corruttiva, ha registrato la conversazione ad insaputa del corruttore e ha pubblicato i nastri. Nonostante ciò, la Commissione etica del Parlamento Ellenico, composta a maggioranza ND-PASOK, decide di archiviare, tra le proteste di tutti i partiti di opposizione, la denuncia: la magistratura greca però continua ad indagare. ANEL, KKE e Alba Dorata protestano in Parlamento e i gruppi extraparlamentari come LAOS (in Parlamento fino al maggio 2012) in piazza; successivamente quell'inchiesta è finita nel nulla: alle elezioni parlamentari anticipate del gennaio 2015 ANEL ottiene il 4,75% dei voti e 13 seggi su 300, contro i 12 che aveva al momento dello scioglimento anticipato decretato il 29 dicembre 2014 (durante il Governo Samaras 8 dei 20 deputati di ANEL aveva abbandonato il partito per andare nel Gruppo misto a causa di vari dissenso verso la leadership di Kammenos: questo spiega perché al termine della legislatura il numero dei deputati di ANEL era calato da 20 a 12). Il partito, con questo risultato, ha superato anche il PASOK, l'ex partito di governo ed ex caposaldo insieme a ND dello storico bipolarismo greco, che ormai è precipitato al settimo posto, ovvero il PASOK è caduto all'ultimo posto prima (appena sopra) della soglia di sbarramento.
Durante questa campagna elettorale, ND, il principale partito di centrodestra iscritto al PPE, ha cercato di ripetere nuovamente la campagna del voto utile per cercare di impedire la vittoria di SYRIZA, ma non è servito: ANEL infatti ha superato lo sbarramento e notare che secondo i flussi elettorali il 10% di coloro che hanno votato ND alle europee del 2014 ha cambiato voto a favore di SYRIZA proprio grazie al voto utile e alle regole del bipolarismo perché SYRIZA è l'unico partito, dopo il crollo del PASOK, in grado di superare ND. Dopo le elezioni ANEL accetta di formare una coalizione con SYRIZA, partito della sinistra radicale contrario all'austerità, a sostegno del nuovo governo, nato ufficialmente, tramite decreto del Presidente della Repubblica Karolos Papoulias (esponente PASOK) del 27 gennaio 2015, due giorni dopo la vittoria elettorale e presieduto da Alexīs Tsipras, in nome della comune opposizione all'austerità; ANEL all'interno del Governo Tsipras I ottiene che il suo leader Pános Kamménos sia il Ministero della Difesa e tra i sottosegretari è presente anche Maria Kollias con il titolo di Sottosegretaria alla Macedonia e alla Tracia, il ruolo istituzionale che si occupa della gestione degli enti locali particolarmente importante a causa dei controversi rapporti tra Grecia e Repubblica di Macedonia. I dirigenti di ANEL assicurano che, nonostante l'alleanza di governo con SYRIZA sia in nome della comune lotta all'austerità, il loro partito rimane saldamente collocato nell'ambito del centrodestra, quindi alternativo alla sinistra radicale di SYRIZA, ai partiti pro-austerità del centrosinistra, ai partiti estremisti e soprattutto a Nuova Democrazia, il principale partito all'opposizione al Governo Tsipras I, nonché il principale partito votato dagli elettori greci di centrodestra.
Prokopīs Paulopoulos (esponente ND, già Ministro dell'Interno nel 2004-2009 durante i due governi di Kōstas Karamanlīs) il 18 febbraio 2015 è stato eletto ottavo Presidente della Repubblica Ellenica: proposto dal Primo Ministro Alexīs Tsipras e da SYRIZA, è stato sostenuto anche da Nuova Democrazia (di cui è membro) e da ANEL, ottenendo 233 voti su 300 superando di gran lunga il quorum costituzionale. ANEL e SYRIZA hanno eletto l'ex Ministro di ND per cercare di creare "un nuovo e rinnovato clima di unità nazionale e di concordia" attorno alla Presidenza della Repubblica, istituzione cerimoniale che deve rappresentare tutti i cittadini indipendentemente dall'orientamento politico: il 13 marzo 2015 è avvenuto il passaggio di consegne tra l'uscente Karolos Papoulias (esponente del PASOK costituzionalmente ineleggibile dopo due mandati consecutivi) e il neoeletto Paulopoulos (primo esponente di ND ad accedere alla massima carica dopo ben venti anni, ovvero dal termine del secondo mandato di Kōnstantinos Karamanlīs dimessosi il 10 marzo 1995 per consentire all'allora neoeletto Presidente Konstantinos Stephanopoulos, che era sostenuto dal PASOK, di entrare in carica). PASOK e Il Fiume hanno votato contro Paulopoulos proponendo un candidato alternativo, cioè il professore di diritto costituzionale presso l'Università nazionale capodistriana di Atene Nikos Alivizatos (indipendente), già Ministro dell'Interno del Governo Simitis III (PASOK) dal 13 febbraio 2004 al 10 marzo 2004. Nelle elezioni amministrative del 2015 ANEL ha ottenuto successi a causa del "no" all'austerity conformemente ai tentativi anti-austerity di riforma inizialmente progettati dal Governo Tsipras I, però alle elezioni amministrative successive - che si sono tenute nel 2019 - ANEL è crollato a causa del cambio di linea sull'austerity per colpa delle vicende accadute durante il Governo Tsipras II. Notis Marias nel 2015 ha abbandonato ANEL conservando, come indipendente, il suo seggio al Parlamento UE fino al termine del mandato nel 2019.
Dopo le dimissioni di Alexīs Tsipras da Primo Ministro firmate il 20 agosto 2015 e operative dal giorno 27 a causa della scissione di Unità Popolare, nuovo partito di sinistra radicale guidato da Panagiotis Lafazanis che chiede l'uscita immediata della Grecia dall'Eurozona, a danno di SYRIZA, alle elezioni del 20 settembre il partito di Kammenos ottiene il 3,69% pari a 10 deputati con 200.420 voti, il peggior risultato di sempre in valori assoluti dopo le Europee di maggio 2014, si piazza al settimo e penultimo tra i partiti che hanno superato il 3,00% della soglia di sbarramento. Questa rappresentanza di ANEL è fondamentale per garantire la maggioranza a SYRIZA che con i suoi 145 deputati insieme ai 10 di Kammenos forma una maggioranza di 155 su 300 totali evitando alleanze con il centrosinistra pro-Troika, ovvero con PASOK e Il Fiume, quindi evitando anche la "larghissima coalizione" con i democristiani di Nuova Democrazia. In questo modo si rinsalda l'alleanza tra SYRIZA e ANEL che sosteneva il Governo Tsipras I prima delle elezioni anticipate e ANEL nel Governo Tsipras II ottiene vari incarichi istituzionali, tra cui la riconferma di Maria Kollias al precedente incarico e il leader del partito Pános Kamménos che torna al suo precedente incarico di Ministro della Difesa: il nuovo governo è entrato in carica il 21 settembre 2015. ANEL ha ritirato il sostegno al governo il 13 gennaio 2019 a causa della disputa sul nome della Repubblica di Macedonia, ma a causa del dopo il crollo elettorale di cui nelle elezioni amministrative 2019, dello sfaldamento del partito che ha perduto alcuni dei suoi deputati nel corso della legislatura 2015-19 e soprattutto dopo che il partito è finito sotto lo sbarramento alle europee del maggio 2019 Kammenos decide, in data 9 giugno 2019, di non presentare il partito alle elezioni anticipate del luglio 2019 per il rinnovo del Parlamento nazionale della Grecia determinando de facto la morte del partito: il crollo elettorale di ANEL è dovuto al suo sostegno alle politiche di austerity attuate dal Governo Tsipras II su ordine della Troika in palese contraddizione con tutta la lotta precedente di Kammenos contro la Troika e l'austerity durante i governi precedenti. Secondo i politologi, i crolli simultanei, seppur per motivi diversi, di ANEL e Alba Dorata hanno favorito l'ingresso in Parlamento di Soluzione Greca (un nuovo partito di orientamento conservatore) e la vittoria di ND alle elezioni del 7 luglio.

## Risultati elettorali
| Elezione                    | Voti    | %     | Seggi    | Posizione   |
| --------------------------- | ------- | ----- | -------- | ----------- |
| Parlamentari maggio 2012    | 664.737 | 10,62 | 30 / 300 | Opposizione |
| Parlamentari giugno 2012    | 462.406 | 7,51  | 20 / 300 | Opposizione |
| Parlamentari gennaio 2015   | 293.371 | 4,75  | 13 / 300 | Maggioranza |
| Parlamentari settembre 2015 | 200.423 | 3,69  | 10 / 300 | Maggioranza |

| Elezione     | Voti    | %    | Seggi  |
| ------------ | ------- | ---- | ------ |
| Europee 2014 | 197.701 | 3,46 | 1 / 21 |
| Europee 2019 | 45.149  | 0,80 | 0 / 21 |